# ココン州
ココン州（ココンしゅう、Khétt Kaôh Kŏng, 1996年以前は Khêt Kaôh Kŏng）はカンボジア南西端の州である。タイランド湾に面しており、州名は「Kŏng 島州」を意味する。州都はココンである。

## 隣接州
- トラート県
- ポーサット州
- コンポンスプー州
- シアヌークビル州

## 下位行政区画
ココン州は8県 (srŏk) に分かれる。
- 0901 Botum Sakor 県
- 0902 Kiri Sakor 県
- 0903 Kaôh Kŏng 県
- 0904 Smach Mean Chey 県
- 0905 Mondol Seima 県
- 0906 Srae Ambel 県
- 0907 Thma Bang 県
- 0908 Kampong Seila 県

## 施設
中華人民共和国の一帯一路政策に基づき、中国企業が約360万平方km（シンガポール国土の約半分）の土地を99年借り受け、38億ドルを投資して港湾、空港（滑走路全長3,200m）、リゾート施設などを建設中である。この計画はココン州南西部の海岸沿い一帯で、その地名を頭にとった「ダラサコー・ロングベイ・プロジェクト」（英語：Dara Sakor）と呼ばれている。このプロジェクトに対して、ベトナムなどからは「中国海軍を南シナ海やインド洋へ進出させる足場とする真珠の首飾り戦略の一環」との見方が出ている。
アメリカは、この空港は軍事転用される可能性があると警戒し、開発を進める中国企業に資産凍結などの経済制裁を課した。